# ビリーヴァーズ・ネヴァー・ダイ - グレイテスト・ヒッツ
ビリーヴァーズ・ネヴァー・ダイ - グレイテスト・ヒッツ (Believers Never Die - Greatest Hits) は、フォール・アウト・ボーイによる無期限の活動休止発表前に、リリースした初のベストアルバム。タイトルの引用はバンドのワールドツアーのタイトル「ビリーヴァーズ・ネヴァー・ダイ・パート・ドゥ」から来ていると思われる。新曲を2曲、オリジナル・アルバム未収録楽曲を2曲、今までのヒットシングル曲14曲（日本盤は15曲）を入れて計18曲（日本盤は計19曲）収録されている。なお、"Headfirst Slide into Cooperstown on a Bad Bet" / クーパーズタウンにヘッド・スライディング（フォリ・ア・ドゥからの配信限定シングル）は、アルバム制作の都合上の理由によりビデオとともに未収録である。

## 収録曲
CD
作詞・作曲: Pete Wentz, Patrick Stump（一部を除く）
1. "Dead on Arrival" / デッド・オン・アライヴァル – 3:16
2. "Grand Theft Autumn/Where Is Your Boy" /
グランド・セフト・オータム/ホエア・イズ・ユア・ボーイ – 3:12
3. "Saturday" / サタデイ – 3:38
4. "Sugar, We're Goin Down" / シュガー、ウィアー・ゴーイン・ダウン – 3:51
5. "Dance, Dance" / ダンス、ダンス – 3:01
6. "A Little Less Sixteen Candles, a Little More "Touch Me"" /
ア・リトル・レス・シックスティーン・キャンドルズ、ア・リトル・モア"タッチ・ミー" – 2:50
7. "This Ain't a Scene, It's an Arms Race" / アームズ・レース～フォール・アウト・ボーイの頂上作戦 – 3:33
8. "Thnks fr th Mmrs" / サンクス・フォー・ザ・メモリーズ – 3:28
9. ""The Take Over, the Breaks Over"" / ザ・テイク・オーヴァー、ザ・ブレイクス・オーヴァー – 3:35
10. "I'm Like a Lawyer with the Way I'm Always Trying to Get You Off (Me & You)" /
アイム・ライク・ア・ロイヤー～ボクとキミの蜜月 – 3:35
11. "Beat It" / 今夜はビート・イット (feat. ジョン・メイヤー) – 3:49 （マイケル・ジャクソンのカバー）
12. "I Don't Care" / アイ・ドント・ケア – 3:39
13. "America's Suitehearts" / アメリカズ・スイートハーツ – 3:41
14. "What a Catch, Donnie" / ピッタリだぜ、ドニー – 4:57
15. "Alpha Dog" / アルファ・ドッグ （新曲、本アルバムからのシングル） – 3:42

ボーナス・トラック
1. "From Now on We Are Enemies" / フロム・ナウ・オン・ウィー・アー・エネミーズ （新曲） – 3:36
2. "Yule Shoot Your Eye Out" / ユール・シュート・ユア・アイズ・アウト （オリジナル・アルバム未収録楽曲） – 3:41
3. "Growing Up" / グローイング・アップ （オリジナル・アルバム未収録楽曲） – 2:56
4. "The Carpal Tunnel of Love" / カーパル・トンネル症候群 （日本盤のみ収録） – 3:23 (Fall Out Boy, Wesley Eisold)

Limited edition（初回限定盤）DVD （ミュージック・ビデオ）
1. "Dead on Arrival" / デッド・オン・アライヴァル
2. "Grand Theft Autumn/Where Is Your Boy" / グランド・セフト・オータム/ホエア・イズ・ユア・ボーイ
3. "Saturday" / サタデイ
4. "Sugar, We're Goin Down" / シュガー、ウィアー・ゴーイン・ダウン
5. "Dance, Dance" / ダンス、ダンス
6. "A Little Less Sixteen Candles, a Little More "Touch Me"" /
ア・リトル・レス・シックスティーン・キャンドルズ、ア・リトル・モア"タッチ・ミー"
7. "This Ain't a Scene, It's an Arms Race" / アームズ・レース～フォール・アウト・ボーイの頂上作戦
8. "Thnks fr th Mmrs" / サンクス・フォー・ザ・メモリーズ
9. ""The Take Over, the Breaks Over"" / "ザ・テイク・オーヴァー、ザ・ブレイクス・オーヴァー"
10. "I'm Like a Lawyer with the Way I'm Always Trying to Get You Off (Me & You)" /
アイム・ライク・ア・ロイヤー ～ボクとキミの蜜月
11. "Beat It" / 今夜はビート・イット (feat. ジョン・メイヤー)
12. "I Don't Care" / アイ・ドント・ケア
13. "America's Suitehearts" / アメリカズ・スイートハーツ
14. "What a Catch, Donnie" / ピッタリだぜ、ドニー
15. "The Carpal Tunnel of Love" / カーパル・トンネル症候群 （日本盤のみ収録）

- それぞれのビデオについてのバンドメンバーによる解説も収録。
- "Alpha Dog"のビデオも制作されたが、未収録である。